# Aulnois-en-Perthois
Aulnois-en-Perthois és un municipi francès situat al departament del Mosa i a la regió del Gran Est. L'any 2007 tenia 451 habitants.

## Demografia

### Població
El 2007 la població de fet d'Aulnois-en-Perthois era de 451 persones. Hi havia 164 famílies, de les quals 44 eren unipersonals (16 homes vivint sols i 28 dones vivint soles), 44 parelles sense fills, 68 parelles amb fills i 8 famílies monoparentals amb fills.
La població ha evolucionat segons el següent gràfic:
Habitants censats

### Habitatges
El 2007 hi havia 190 habitatges, 173 eren l'habitatge principal de la família, 11 eren segones residències i 6 estaven desocupats. 185 eren cases i 4 eren apartaments. Dels 173 habitatges principals, 153 estaven ocupats pels seus propietaris, 13 estaven llogats i ocupats pels llogaters i 7 estaven cedits a títol gratuït; 3 tenien dues cambres, 23 en tenien tres, 54 en tenien quatre i 93 en tenien cinc o més. 116 habitatges disposaven pel capbaix d'una plaça de pàrquing. A 61 habitatges hi havia un automòbil i a 92 n'hi havia dos o més.

### Piràmide de població
La piràmide de població per edats i sexe el 2009 era:
| Homes | Edats   | Dones |
| ----- | ------- | ----- |
| 0     | 95 o +  | 0     |
| 0     | 90 a 94 | 0     |
| 0     | 85 a 89 | 0     |
| 0     | 80 a 84 | 8     |
| 12    | 75 a 79 | 12    |
| 0     | 70 a 74 | 8     |
| 4     | 65 a 69 | 12    |
| 8     | 60 a 64 | 12    |
| 12    | 55 a 59 | 4     |
| 0     | 50 a 54 | 8     |
| 20    | 45 a 49 | 16    |
| 20    | 40 a 44 | 28    |
| 32    | 35 a 39 | 16    |
| 8     | 30 a 34 | 20    |
| 16    | 25 a 29 | 4     |
| 12    | 20 a 24 | 0     |
| 28    | 15 a 19 | 20    |
| 16    | 10 a 14 | 20    |
| 4     | 5 a 9   | 20    |
| 20    | 0 a 4   | 8     |

## Economia
El 2007 la població en edat de treballar era de 303 persones, 216 eren actives i 87 eren inactives. De les 216 persones actives 203 estaven ocupades (116 homes i 87 dones) i 14 estaven aturades (6 homes i 8 dones). De les 87 persones inactives 22 estaven jubilades, 29 estaven estudiant i 36 estaven classificades com a «altres inactius».

### Ingressos
El 2009 a Aulnois-en-Perthois hi havia 187 unitats fiscals que integraven 493 persones, la mediana anual d'ingressos fiscals per persona era de 17.402 €.

### Activitats econòmiques
Dels 10 establiments que hi havia el 2007, 4 eren d'empreses de construcció, 3 d'empreses de comerç i reparació d'automòbils, 1 d'una empresa d'hostatgeria i restauració, 1 d'una empresa de serveis i 1 d'una empresa classificada com a «altres activitats de serveis».
Dels 4 establiments de servei als particulars que hi havia el 2009, 1 era una fusteria, 2 lampisteries i 1 restaurant.
L'any 2000 a Aulnois-en-Perthois hi havia 8 explotacions agrícoles.

## Equipaments sanitaris i escolars
El 2009 hi havia una escola elemental.

## Poblacions més properes
El següent diagrama mostra les poblacions més properes.